# Guillermo de los Santos
Guillermo Daniel de los Santos Viana (Montevideo, 15 febbraio 1991) è un calciatore uruguaiano, difensore del Defensor Sporting.

## Carriera

### Club
La carriera professionistica di de los Santos cominciò con la maglia del Cerro. Esordì nella Primera División in data 20 febbraio 2011, subentrando a Pablo Pallante nella vittoria per 2-1 sul Defensor Sporting.

### Nazionale
Fece parte della spedizione che partecipò al Mondiale Under-20 2011.

## Palmarès

### Club

#### Competizioni nazionali
- Campionato uruguaiano: 1

Nacional: 2014-2015
- Copa Uruguay: 2

Defensor Sporting: 2023, 2024